# Ma Yongfeng
Ma Yongfeng, född 28 november 1962, är en friidrottare från Kina. Han deltog vid olympiska sommarspelen 1988.